# Ludwig Müller (teologo)
Johann Heinrich Ludwig Müller (Gütersloh, 23 giugno 1883 – Berlino, 31 luglio 1945) è stato un pastore protestante tedesco, capo del movimento religioso protestante dei Deutsche Christen (It. Cristiani Tedeschi). Nel 1933 venne imposto dal regime nazista come Reichsbischof (It. Vescovo del Reich) della Deutsche Evangelische Kirche (It. Chiesa Evangelica Tedesca).

## Biografia
Nato a Gütersloh, nella provincia prussiana di Vestfalia, dove frequentò il ginnasio della chiesa evangelica pietista. Proseguì gli studi di teologia protestante presso le università di Halle e Bonn. Terminati gli studi lavorò come ispettore scolastico nella sua città natale e, a partire dal 1905, anche come assistente predicatore e vicario a Herford e Wanne. Nel 1908 diventò parroco a Rödinghausen. Allo scoppio della prima guerra mondiale prestò servizio in marina come cappellano militare a Wilhelmshaven.
Al termine della guerra Müller entrò nell'organizzazione paramilitare Der Stahlhelm e continuò la propria carriera di cappellano militare presso la guarnigione di Königsberg. Si accostò al movimento nazista fin dagli anni venti, sostenendo una lettura revisionista della figura di Cristo - visto come "Cristo l'Ariano" - e un progetto di purificazione della Cristianità da quella che giudicava la "corruzione ebraica" da attuarsi anche con l'eliminazione di ampie parti dell'Antico testamento.
Müller aveva poca esperienza politica concreta e le sue azioni resero chiaro a Hitler che vi era anche poco o nulla portato. Negli anni '20 e nei primi anni '30, prima che Hitler diventasse Cancelliere il 30 gennaio 1933, era un pastore semi sconosciuto e capo regionale dei Deutsche Christen nella Provincia della Prussia orientale. Era però anche un Alter Kämpfer (It. Vecchio combattente), al fianco di Hitler fin dal 1931 quando si era iscritto al Partito Nazista, e desiderava ardentemente ottenere maggior potere. Nel 1932 Müller, da cappellano del Distretto militare della Prussia orientale, presentò Hitler al Generale delle forze armate Werner von Blomberg, che era il comandante del distretto.
Come parte del processo di Gleichschaltung, il regime nazista intendeva "coordinare" tutte le 28 diverse Chiese Regionali protestanti unendole in una singola e unitaria Chiesa del Reich (Reichskirche). Müller voleva diventare il capo dei vescovi del Reich. Il suo primo tentativo di ottenere l'incarico terminò in un miserabile e imbarazzante fallimento quando la Confederazione delle Chiese Evangeliche tedesche e l'Unione delle Chiese prussiane scelsero invece, il 27 maggio 1933, Friedrich von Bodelschwingh. Tuttavia, dopo che Bodelschwingh fu costretto alle dimissioni dai nazisti, Müller il 4 agosto venne nominato vescovo regionale (Landesbischof) dell'Unione prussiana e il 27 settembre venne finalmente eletto Vescovo del Reich da un sinodo nazionale a seguito di macchinazioni politiche.
La promozione di Müller irritò molti pastori e congregazioni protestanti, che giudicavano la scelta dettata da motivazioni politiche e non religiose, nonché intrinsecamente anti-cristiana. Come vescovo regionale devolvette molti poteri nelle mani del Vescovo del Reich - cioè lui stesso - intendendo che il suo esempio dovesse essere seguito; finì così per creare scontento tra gli altri vescovi regionali, come Theophil Wurm del Württemberg. Contemporaneamente diminuì anche il sostegno che gli veniva portato dai "Cristiani Tedeschi" all'interno della Chiesa Protestante, e non fu in grado di esercitare una vera autorità. La fazione nazista radicale voleva sbarazzarsi dell'Antico Testamento e creare una religione nazionale tedesca allontanandosi da ogni possibile influenza ebraica. Sostenevano l'introduzione all'interno della Chiesa della clausola ariana. Tale contrasto portò a uno scisma e alla fondazione della concorrente Chiesa confessante, una situazione che deluse Hitler e portò alla fine del potere di Müller
La maggioranza del clero protestante tedesco appoggiò il movimento della Chiesa confessante, che oppose resistenza all'intrusione dello Stato negli affari della Chiesa. L'interesse di Hitler verso la congregazione di Müller finì per scemare dal 1937 in poi, quando il partito assunse un atteggiamento più aggressivo verso il clero cristiano che opponesse resistenza, così Müller tentò di risvegliarne il sostegno permettendo alla Gestapo di sorvegliare le chiese e i gruppi giovanili cristiani per fonderli con la Gioventù hitleriana. Müller rimase legato al nazismo fino alla fine: nel 1945 si suicidò poco dopo la disfatta nazista.